# Blank & Jones

Blank & Jones sta nemški trance duo, ki ga sestavljata Jan Pieter Blank (znan tudi kot Piet Blank) in Rene Runge (znan tudi kot DJ Jaspa Jones). Del produkcijske ekipe je tudi Andy Kaufhold.

## Diskografija

### Albumi
- In Da Mix (1999)
- DJ Culture (2 CD-ja) (2000)
- Nightclubbing (2 CD-ja) (2001)
- Substance (2 CD-ja) (2002)
- Relax (2003)
- Monument (2 CD-ja) (2004)
- Relax Edition 2 (2 CD-ja) (2005)
- The Singles (2006)
- Relax Edition 3 (2 CD-ja) (2007)
- The Logic of Pleasure (2008)
- Relax Edition 4 (2 CD-ja) (2009)
- Eat Raw for Breakfast (2009)
- Reordered (Blank & Jones, Mark Reeder) (2009)
- Relax Edition 5 (2 CD-ja) (2010)
- Chilltronica No 2 (2010)
- Relax Edition Six (2011)

### Singli
- Sunrise (1997)
- Heartbeat (1998)
- Flying to The Moon (1998)
- Cream (1999) (UK #24)
- After Love (1999) (UK #57)
- The Nightfly (2000) (UK #55)
- DJ Culture (2000)
- Sound of Machines (2000)
- Beyond Time (2001) (UK #53)
- DJs, Fans & Freaks (D.F.F.) (2001) (UK #45)
- Nightclubbing (2001)
- Desire (2002)
- Watching the Waves (2002)
- Suburban Hell (2002)
- The Hardest Heart (feat. Anne Clark) (2002)
- A Forest (Feat. Robert Smith) (2003)
- Summer Sun (2003)
- Mind of the Wonderful (feat. Elles de Graaf) (2004)
- Perfect Silence (feat. Bobo) (2004)
- Revealed (z Steveom Kilbeyem) (2005)
- Catch (z vokali Elles de Graaf) (2006)
- Sound of Machines 2006 (2006)
- Miracle Cure (2008)
- California Sunset (2008)
- Where You Belong (feat. Bobo) (2008)